# ألفونسو غونزاغا
ألفونسو غونزاغا (بالإيطالية: Alfonso Gonzaga)‏ هو كاهن كاثوليكي إيطالي، ولد في 21 يوليو 1588 في نوفيلارا في إيطاليا، وتوفي في 1649 في ريدجو إميليا في إيطاليا.